# Фромм, Андреас
Андреас Фромм (нем. Andreas Fromm; 1621, Плениц, ныне в составе города Нойштадт — 16 октября 1683, Страговский монастырь) — немецкий богослов и композитор.
Сын священника. Изучал протестантскую теологию в университетах Франкфурта-на-Одере и Виттенберга. В 1648 г. обосновался в Штеттине как кантор церкви Святой Марии и преподаватель музыки в гимназии для девочек. Затем получил степень лиценциата в Ростокском университете и с 1651 г. работал в городе Кёлльн-на-Шпрее (ныне часть Берлина), с 1654 г. в должности пробста, и был близок ко двору курфюрста Фридриха Вильгельма I. На протяжении 1660-х гг., однако, Фромм всё сильнее сомневался в основах протестантской веры, в результате чего в 1666 г. был уволен с придворной службы. Отправившись в Прагу, в 1668 г. он перешёл в католичество и вступил в орден иезуитов. В 1671 г. был произведён в чин каноника и обосновался в Лейтмерице, где занимал должность генерального викария (помощника епископа) в Лейтмерицком капитуле. С 1681 г. жил в Страговском монастыре.
Из религиозных сочинений Фромма наибольшей известностью пользовались поздние, обличающие протестантское вероучение с католических позиций, в том числе книга «Возвращение к католической церкви» (нем. Wiederkehrung zur Catholischen Kirchen; 1668). Имя Фромма называют среди возможных авторов так называемого Ленинского пророчества.
Как музыкант Фромм оставил ряд духовных сочинений, относящихся преимущественно к раннему, штеттинскому периоду его жизни. В числе этих сочинений «Музыкальное действо о богаче и Лазаре» (нем. Actus musicus de Divite et Lazaro) — произведение, которое со времён статьи Р. Шварца «Первая немецкая оратория» (нем. Das erste deutsche Oratorium; 1899) принято считать первой ораторией с текстом на немецком языке.